# FC Kuressaare
FC Kuressaare je estonský fotbalový klub založený v roce 1990. V roce 2007 hraje klub nejvyšší soutěž v zemi – Meistriliigu. Své domácí zápasy hraje FC Kuressaare na Kuressaare linnastaadion, který pojme 2000 diváků.